# Tim Hunter (Regisseur)
Tim Hunter (* 15. Juni 1947 in Los Angeles, Kalifornien) ist ein US-amerikanischer Regisseur.

## Leben
Hunter ist der Sohn des Drehbuchautors Ian McLellan Hunter. Seine Karriere im Filmgeschäft begann Hunter 1979 als Drehbuchautor mit dem Film Wut im Bauch. In den 1980er Jahren war er als Regisseur verschiedener Spielfilme tätig. Ab den 90er Jahren wandte er sich überwiegend dem Fernsehen zu und war an verschiedenen Fernsehserien beteiligt.
Für seinen Film Das Messer am Ufer war Hunter als Bester Regisseur 1988 für den Independent Spirit Award nominiert.

## Filmografie (Auswahl)

### Regisseur
Filme
- 1982: Tex
- 1985: Sylvester
- 1986: Das Messer am Ufer (River’s Edge)
- 1989: Paint It Black
- 1991: Man liebt nur zweimal (Lies of the Twins, Fernsehfilm)
- 1993: Streets of New York (The Saint of Fort Washington)
- 1996: Tod in Malibu (The Colony, Fernsehfilm)
- 1996: Kindesraub – Die Entführer wohnen nebenan (The People Next Door, Fernsehfilm)
- 1997: Der Macher (The Maker)
- 1998: Rescuers – Die Geschichte der Helden Teil 2 (Rescuers: Stories of Courage: Two Couples, Fernsehfilm)
- 1998: Rescuers – Die Geschichte der Helden Teil 3 (Rescuers: Stories of Courage: Two Families, Fernsehfilm)
- 1999: Last Home Run – Wettspiel mit dem Tod (Mean Streak, Fernsehfilm)
- 2001: Anatomy of a Hate Crime (Fernsehfilm)
- 2002: Video Voyeur – Verbotene Blicke (Video Voyeur: The Susan Wilson Story, Fernsehfilm)
- 2003: The Failures
- 2004: Control – Du sollst nicht töten (Control)
- 2006: Todesritt nach Jericho (The Far Side of Jericho)
- 2007: Kings of South Beach (Fernsehfilm)
- 2018: The Watcher – Willkommen im Motor Way Motel (Looking Glass)
- 2020: Smiley Face Killers

Serien
- 1988, 1990: Falcon Crest (2 Episoden)
- 1990: Beverly Hills, 90210 (Episode 1x01)
- 1990–1991: Twin Peaks (3 Episoden)
- 1991: Eerie, Indiana (2 Episoden)
- 1991, 1993: Die Verschwörer (Dark Justice, 2 Episoden)
- 1994: Chicago Hope – Endstation Hoffnung (Chicago Hope, Episode 1x04)
- 1994–1995: Homicide (Homicide: Life on the Street, 3 Episoden)
- 1995: Central Park West (Episode 1x04)
- 1995: Nowhere Man – Ohne Identität! (Nowhere Man, Episode 1x12)
- 1998: Michael Hayes – Für Recht und Gerechtigkeit (Michael Hayes, Episode 1x22)
- 2000: Profiler (Episode 4x10)
- 2003: Out of Order (5 Episoden)
- 2003, 2005: Carnivàle (2 Episoden)
- 2003, 2005: Crossing Jordan – Pathologin mit Profil (Crossing Jordan, 2 Episoden)
- 2004: 4400 – Die Rückkehrer (The 4400, Episode 1x05)
- 2004–2006: Cold Case – Kein Opfer ist je vergessen (Cold Case, 3 Episoden)
- 2005: CSI: NY (Episode 1x02)
- 2005: Dr. House (House, Episode 1x15)
- 2006: Deadwood (Episode 3x06)
- 2006, 2008: Law & Order (2 Episoden)
- 2007–2008: Mad Men (Fernsehserie, 6 Episoden)
- 2008: Breaking Bad (Fernsehserie, Episode 1x07)
- 2008: Army Wives (Episode 2x10)
- 2008: Sons of Anarchy (Episode 1x05)
- 2008: Brotherhood (Episode 3x07)
- 2008–2009: Dexter (2 Episoden)
- 2009: Lie to Me (Episode 1x04)
- 2009–2010: Nip/Tuck – Schönheit hat ihren Preis (Nip/Tuck, Fernsehserie, 3 Episoden)
- 2010: Saving Grace (Episode 3x11)
- 2010: The Glades (Episode 1x05)
- 2010: Caprica (Episode 1x12)
- 2011: Glee (Episode 2x19)
- 2011: American Horror Story (Episode 1x07)
- 2011–2012: Revenge (2 Episoden)
- 2011–2013: Dr. Dani Santino – Spiel des Lebens (Necessary Roughness, Fernsehserie, 3 Episoden)
- 2012: Breakout Kings (Episode 2x02)
- 2012: Pretty Little Liars (Episode 3x13)
- 2013: Cult (Episode 1x05)
- 2013–2014: Hannibal (4 Episoden)
- 2014: Intelligence (Episode 1x11)
- 2014: Gotham (Episode 1x05)
- 2015: Powers (Episode 1x08)
- 2015: The Messengers (Episode 1x10)
- 2015: Scream (2 Episoden)
- 2015: Wayward Pines (2 Episoden)
- 2015: Blood & Oil (Episode 1x09)
- 2016: The Blacklist (Episode 3x14)
- 2016: Underground (2 Episoden)
- 2016: Frequency (Episode 1x07)
- 2016, 2018: Bosch (2 Episoden)
- 2017: Hand of God (Episode 2x07)
- 2018: Riverdale (Episode 2x10)
- 2020: Next (2 Episoden)

### Drehbuchautor
- 1979: Wut im Bauch (Over the Edge)
- 1982: Tex